# Oldenlandia debilis
Oldenlandia debilis là một loài thực vật có hoa trong họ Thiến thảo. Loài này được G.Forst. mô tả khoa học đầu tiên năm 1786.